# Havana Moon
Havana Moon é um álbum solo lançado em abril de 1983 pelo guitarrista Carlos Santana. O álbum contém regravações de Bo Diddley e Chuck Berry com participações de Booker T. & the M.G.'s, Willie Nelson, e The Fabulous Thunderbirds, além do pai de Carlos, José, cantando na faixa "Vereda Tropical".
O álbum chegou à 13ª posição na parada da Billboard.

## Faixas
Todas as faixas por Carlos Santana, exceto onde anotado.
1. "Watch Your Step" (Phelps, Phelps) – 4:01
2. "Lightnin'" (Jones, Santana) – 3:51
3. "Who Do You Love?" (McDaniel) – 2:55
4. "Mudbone" – 5:51
5. "One with You" (Jones) – 5:14
6. "Ecuador" – 1:10
7. "Tales of Kilimanjaro" (Pasqua, Peraza, Rekow, Santana) – 4:50
8. "Havana Moon" (Berry) – 4:09
9. "Daughter of the Night" (Huss, Rickfors) – 4:18
10. "They All Went to Mexico" (Brown) – 4:47
11. "Vereda Tropical" (Curiel) – 4:57

## Músicos
- Carlos Santana - guitarra, percussão, vocais de apoio
- Cherline Hall — vocais de apoio
- Candelario Lopez — vocais
- Roberto Moreno — vocais
- Willie Nelson — vocais
- Greg Walker — vocais
- Jose Santana — violino, vocais
- Jimmie Vaughan — guitarra
- David Margen - baixo
- Keith Ferguson — baixo
- Luis Gonsalez — baixo
- David Hood — baixo
- Chris Solberg — teclados, vocais, guitarra
- Alan Pasqua — teclados, vocais
- Booker T. Jones — teclados, vocais de apoio
- Richard Baker — teclados
- Barry Beckett — teclados
- Fran Christina — bateria
- Alex Ligertwood - vocais, percussão
- Graham Lear - bateria, percussão
- David Margen — baixo, percussão
- Raul Rekow - vocais de apoio, congas, percussão
- Orestes Vilato - vocais de apoio, timbales, percussão, flauta
- Armando Peraza - percussão, vocais, bongô
- Kim Wilson — gaita, vocais de apoio
- Flaco Jimenez — acordeão
- Greg Adams — cordas, trompa
- Gabriel Arias — violino
- Francisco Coronado — violino
- Raymundo Coronado — violino
- Emilio Castillo — trompa, vocais de apoio
- Jose Salcedo — trombone, trompete
- Lanette Stevens — trompa
- Oscar Chavez — trombone, trompete
- Mic Gillette — trompete, trompa
- Marc Russo — trompa
- Tramaine Hawkins — trompa
- Stephen Kupka — trompa